# Club Náutico Port Saplaya
El Club Náutico Port Saplaya fue un club náutico ubicado en Port Saplaya, en el municipio de Alboraya, en la provincia de Valencia (España). Contaba con una escuela de vela. 
El puerto deportivo que utilizaba estaba gestionado por el Ayuntamiento de Alboraya a través de la empresa pública EGUSA. Contaba con 323 amarres deportivos, para una eslora máxima permitida de 12 metros, siendo su calado en bocana de 2,5 m. Cuenta con servicio de agua, electricidad y grúa 5 t.
Organizó dos veces el campeonato autonómico de la clase Optimist, varias ediciones de la Copa de España de Catamaranes y el Trofeo 30 Millas a2.
Cerró en 2020,tras 40 años de actividad en el puerto y en las aguas de Alboraya (Valencia) a consecuencia de la gestión del puerto, a tavés de EGUSA.